# Yttrium
Yttrium [ˈʏtri̯ʊm] ist ein chemisches Element mit dem Elementsymbol Y und der Ordnungszahl 39. Es zählt zu den Übergangsmetallen sowie den Seltenerdmetallen, im Periodensystem steht es in der 5. Periode sowie der 3. Nebengruppe, bzw. der 3. IUPAC-Gruppe oder Scandiumgruppe. Yttrium ist nach dem ersten Fundort, der Grube Ytterby bei Stockholm, benannt, wie auch Ytterbium, Terbium und Erbium.

## Geschichte
Yttrium wurde 1794 von Johan Gadolin im Mineral Ytterbit entdeckt. 1824 stellte Friedrich Wöhler verunreinigtes Yttrium durch Reduktion von Yttriumchlorid mit Kalium her. Erst 1842 gelang Carl Gustav Mosander die Trennung des Yttriums von den Begleitelementen Erbium und Terbium.

## Vorkommen
Yttrium kommt in der Natur nicht im elementaren Zustand vor.
Yttriumhaltige Minerale (Yttererden) sind immer verschwistert mit anderen Seltenerdmetallen.
Auch in Uranerzen kann es enthalten sein.
Kommerziell abbauwürdig sind Monazitsande, die bis zu 3 % Yttrium enthalten, sowie Bastnäsit, der  0,2 % Yttrium enthält.
Weiterhin ist es der Hauptbestandteil des Xenotim (Y[PO4]).
Große Monazitvorkommen, die Anfang des 19. Jahrhunderts in Brasilien und Indien entdeckt und ausgebeutet wurden, machten diese beiden Länder zu den Hauptproduzenten von Yttriumerzen.
Erst die Eröffnung der Mountain Pass Mine in Kalifornien, die bis in die 1990er Jahre große Mengen an Bastnäsit förderte, machte die USA zum Hauptproduzenten von Yttrium, obwohl der dort abgebaute Bastnäsit nur wenig Yttrium enthält.
Seit der Schließung dieser Mine ist China mit 60 % der größte Produzent für Seltene Erden.
Diese werden in einer Mine nahe Bayan Kuang gewonnen, deren Erz Xenotim enthält, und aus ionenabsorbierenden Tonmineralen, die vor allem im Süden Chinas abgebaut werden.

## Gewinnung und Darstellung
Die Trennung der Seltenen Erden voneinander ist ein aufwändiger Schritt in der Produktion von Yttrium. Fraktionierte Kristallisation von Salzlösungen war zu Anfang die bevorzugte Methode, diese wurde schon früh für die Trennung der seltenen Erden im Labormaßstab verwendet. Erst die Einführung der Ionenchromatographie machte es möglich, die seltenen Erden im industriellen Maßstab zu trennen.
Das aufkonzentrierte Yttriumoxid wird umgesetzt zum Fluorid. Die anschließende Reduktion zum Metall erfolgt mit Calcium im Vakuuminduktionsofen.
Der USGS schätzte die Jahresproduktion für 2020 auf 8.000 bis 12.000 t Yttriumgehalt. Der Abbau erfolgte großteils in China und Myanmar. In der Mountain Pass Mine in Kalifornien wird seit 1. Quartal 2018 wieder Yttriumerz abgebaut, nachdem die Mine im 4. Quartal 2015 stillgelegt worden war. Die globalen Reserven von Yttriumoxid werden auf mehr als 500.000 Tonnen geschätzt. Der Preis für Yttriumoxid mit einer Reinheit von 99,999 % stieg von 25–27 USD je kg im Jahre 2010 auf 136–141 USD im Jahr 2011 und fiel bis 2013 wieder auf 23–27 USD. Im August 2015 lag der Preis bei ca. 5,5 USD je kg.

## Eigenschaften

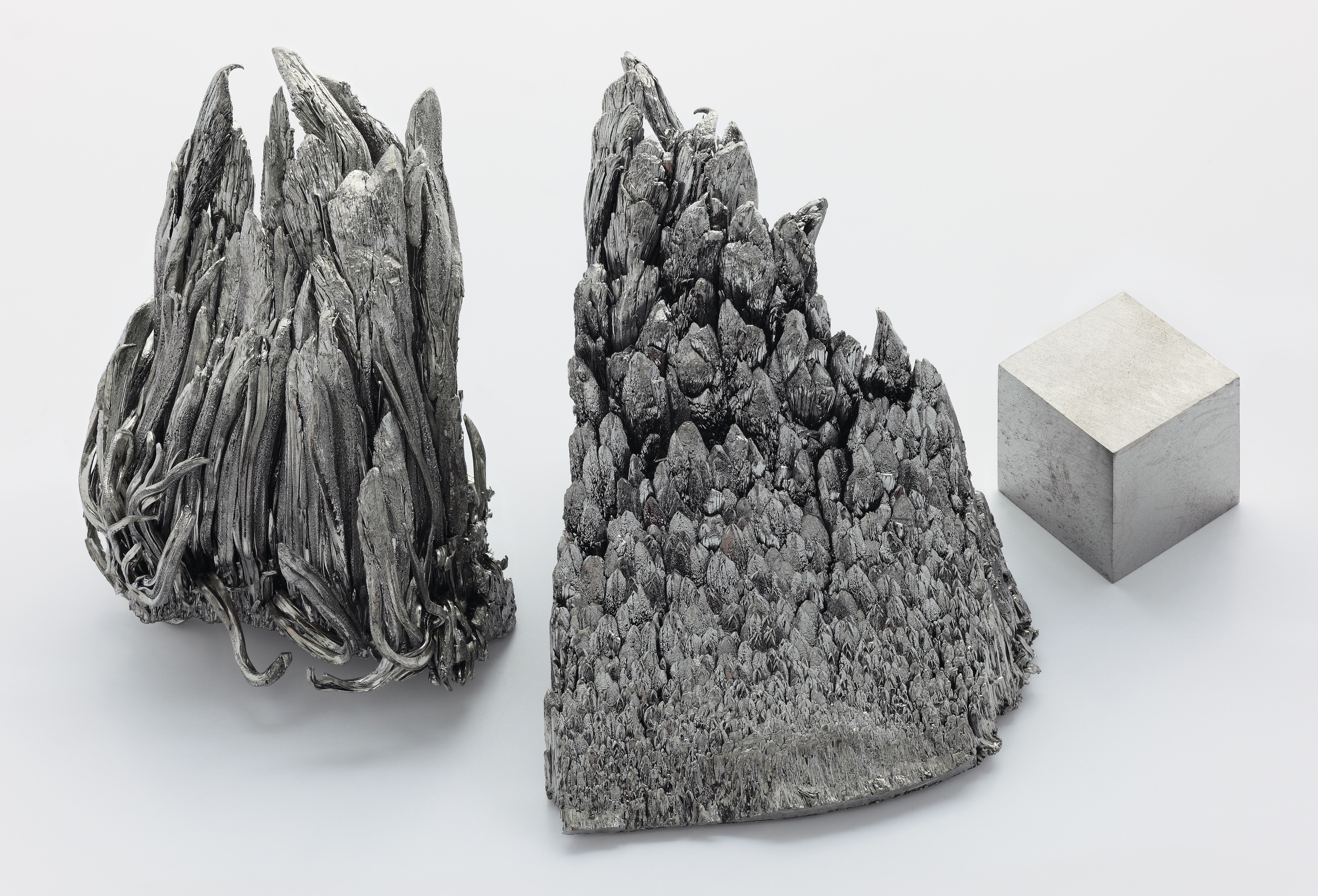
Yttrium, im Hochvakuum sublimiert, hochrein

Yttrium ist an der Luft relativ beständig, dunkelt aber unter Licht. Bei Temperaturen oberhalb von 400 °C können sich frische Schnittstellen entzünden. Fein verteiltes Yttrium ist relativ unbeständig.
Yttrium hat einen niedrigen Einfangquerschnitt für Neutronen.
In seinen Verbindungen ist es meist dreiwertig. Es gibt jedoch auch Clusterverbindungen, in denen Yttrium Oxidationsstufen unter 3 annehmen kann.
Yttrium zählt zu den Leichtmetallen.

## Isotope
Es sind insgesamt 32 Isotope zwischen 76Y und 108Y sowie weitere 24 Kernisomere bekannt. Von diesen ist nur 89Y, aus dem auch natürliches Yttrium ausschließlich besteht, stabil. Es handelt sich damit bei Yttrium um eines von 22 Reinelementen. Die stabilsten Radioisotope sind 88Y mit einer Halbwertszeit von 106,65 Tagen und 91Y mit einer Halbwertszeit von 58,51 Tagen. Alle anderen Isotope haben eine Halbwertszeit unter einem Tag, mit Ausnahme von 87Y, welches eine Halbwertszeit von 79,8 Stunden hat, und 90Y mit 64 Stunden. Yttrium-Isotope gehören zu den häufigsten Produkten der Spaltung des Urans in Kernreaktoren und bei nuklearen Explosionen.
→ Liste der Yttrium-Isotope

## Verwendung
Metallisches Yttrium wird in der Reaktortechnik für Rohre verwendet. Die Legierung mit Cobalt YCo5 kann als Seltenerdmagnet genutzt werden. Yttrium findet als Material für Heizdrähte in Ionenquellen von Massenspektrometern Verwendung. In der Metallurgie werden geringe Yttriumzusätze zur Kornfeinung eingesetzt, zum Beispiel in Eisen-Chrom-Aluminium-Heizleiterlegierungen, Chrom-, Molybdän-, Titan- und Zirconiumlegierungen. In Aluminium- und Magnesiumlegierungen wirkt es festigkeitssteigernd.
Die Dotierung von Lithium-Eisenphosphat-Akkumulatoren mit Yttrium steigert deren Leistung und Haltbarkeit.
Technisch wichtiger sind die oxidischen Yttriumverbindungen:
- Yttriumnitrat als Beschichtungsmaterial für Glühstrümpfe
- Yttrium-Aluminium-Granat (YAG) dient als Laserkristall
- Yttrium-Eisen-Granat (YIG) als Mikrowellenfilter
- Yttrium-stabilisiertes Zirconiumdioxid als Festelektrolyt in Brennstoffzellen (SOFC, Solid Oxide Fuel Cell)
- YInMn-Blau ist ein Mischoxid aus Yttrium-, Indium- und Manganoxiden, das ein sehr reines und brillantes Blau zeigt

Die wichtigste Verwendung der Yttriumoxide und Yttriumoxidsulfide sind jedoch die vielfältigen Einsatzmöglichkeiten in mit dreiwertigem Europium (rot) und Thulium (blau) dotierten Luminophoren (Leuchtstoffen) in Fernsehbildröhren und Leuchtstofflampen.
Des Weiteren werden Yttrium-Keramiken und -Legierungen eingesetzt in:
- Lambda-Sonden
- Supraleitern (z. B. Yttrium-Barium-Kupferoxid YBa2Cu3O7–x)
- ODS-Legierungen
- Zündkerzen

Als reiner Betastrahler wird 90Y in der Nuklearmedizin zur Therapie eingesetzt, zum Beispiel zur Radiosynoviorthese, der Radionuklidtherapie von Knochenmetastasen, der Radioimmuntherapie und beim Kolorektalen Karzinom.

## Biologische Bedeutung und Toxizität
Yttrium gilt nicht als essentielles Spurenelement. Die toxischen Eigenschaften des metallischen Yttriums führen nicht zu einer Einstufung als gefährlicher Stoff. Ein Arbeitsplatzgrenzwert für Yttrium ist nicht festgelegt. Die Occupational Safety and Health Administration (OSHA) empfiehlt einen MAK-Wert von 1 mg/m3 bei einer Expositionsdauer von 8 Stunden.

## Verbindungen
- Yttriumoxid Y2O3
- Yttrium-Aluminium-Granat Y3Al5O12
- Yttrium-Eisen-Granat Y3Fe5O12
- Yttriumhydrid YH3 (thermisch stabiles Hydrid für die Kerntechnik) und YH2 (CAS-Nummer: 13598-35-1)
- Yttriumfluorid YF3
- Yttriumchlorid YCl3
- Yttriumbromid YBr3
- Yttriumiodid YI3
- Yttriumsulfid Y2S3
- Natriumyttriumsulfat NaY[SO4]2 • H2O (als Mineral mit dem Namen Chinleit-(Y)[17])